# Northern Rivers
Northern Rivers è la regione più nordorientale dello stato australiano del Nuovo Galles del Sud, sito tra 590 e 820 chilometri a nord della capitale dello Stato, Sydney, e comprende le fertili valli e i bacini idrici dei fiumi Clarence, Richmond e Tweed. Essa si estende da Tweed Heads, nel nord (adiacente al confine del Queensland) fino al bacino del fiume Clarence, che si trova tra Grafton e Coffs Harbour, e comprende le città principali quali Tweed Heads, Byron Bay, Ballina, Kyogle, Lismore, Casino e Grafton. Al suo punto più settentrionale, la regione è a 102 km a sud-sudest del capoluogo del Queensland, Brisbane. Questa zona ha un clima subtropicale dolce. Le principali attività economiche sono agricoltura, pesca. Servizi pubblici (in particolare sanità) e turismo.  La regione è anche nota per colture di nicchia, contadini per hobby e pensionati provenienti da città più grosse.

## Geografia
La regione dei Northern Rivers è delimitata a est dal Mar dei Coralli, dalla regione del New England a ovest, dove la Grande Catena Divisoria forma un confine montagnoso naturale. A nord il confine sta tra il Nuovo Galles del Sud e il Queensland, dove la regione di Darling Downs si trova a nordovest e il Sud Est Queensland direttamente a nord. Il confine meridionale è la catena di Dorrigo, che costituisce anche il confine meridionale del bacino del fiume Clarence.
Le caratteristiche che definiscono la regione sono la fertilità delle valli dei fiumi Clarence, Richmond e Tweed e sorgenti, da cui il nome della regione, e le sue bianche spiagge.

### Demografia e area
Le seguenti zone amministrate dai governi locali del Nuovo Galles del Sud si trovano nella regione:
| Posizione Richmond Tweed | Area di Governo locale          | Abitanti al 30 giugno 2016 | Percentuale di crescita in 10 anni | Densità abitativa (persone/km2) |
| ------------------------ | ------------------------------- | -------------------------- | ---------------------------------- | ------------------------------- |
| 1                        | Tweed Shire                     | 93458                      | 14.6                               | 71.5                            |
| 3                        | Città di Lismore                | 44054                      | 1.7                                | 34.2                            |
| 4                        | Contea di Ballina               | 42626                      | 7.8                                | 87.9                            |
| 5                        | Contea di Byron                 | 32790                      | 8.8                                | 58.0                            |
| 6                        | Municipalità di Richmond Valley | 23164                      | 6.6                                | 7.6                             |
| 7                        | Municipalità di Kyogle          | 9072                       | -4.4                               | 2.5                             |
| Richmond Tweed           | Richmond Tweed                  | 245164                     | 8.6                                | 23.9                            |
| 2                        | Municipalità di Clarence Valley | 51367                      | 4.5                                | 4.9                             |
| Northern Rivers          | Northern Rivers                 | 296531                     | 7.9                                | 14.3                            |

La regione è attraversata dall' Autostrada del Pacifico, dall'Autostrada Bruxner, dalla statale di Clarence, dalla strada statale di Summerland e dalla ferrovia della Costa Settentrionale del Nuovo Galles del Sud, che collega Sydney a Brisbane.

### Caratteristiche
La parte più settentrionale della regione comprende il Monte Warning e ciò che rimane del vulcano, da lungo tempo estinto, di Tweed, parte del quale si estende nel sud del Queensland. Immediatamente a sud vi era il "Big Scrub", una vasta area di foresta pluviale subtropicale, che fu ampiamente disboscata per ricavarne legname e spazio per fattorie nel XIX secolo. Le città principali della zona si sono sviluppate ai capilinea dei locali sistemi fluviali (Murwillumbah sul Tweed, Lismore sul fiume Wilson, un affluente del Richmond, e Grafton sul Clarence) piuttosto che sulla costa, per la maggior facilità di trasporto dei prodotti del legno (in particolare del cedro rosso australiano, Toona ciliata e la loro commercializzazione nello stato e oltremare. La produzione di latticini nella regione era molto praticata fino agli anni settanta e molte città della zona conservano i loro impianti di produzione casearia (butter factories) da allora, ora ampiamente riutilizzate per altri usi. Mucche sono state ampiamente sostituite da tori per motivi economici, benché una certa quantità di produzione casearia rimanga. Il nord della regione è un'importante zona di coltivazione della canna da zucchero, con limitati contributi di coltivazione di caffè, banane e frutti e vegetali tropicali assortiti.
Le colline all'interno, con il loro suolo vulcanico rosso, dalla Byron Bay costituiscono la zona principale dell'Australia per la coltivazione degli alberi di macadamia, che vengono utilizzati per la produzione sia di noci grezze sia per l'olio di macadamia. Ballina è un porto di pesca e fu un centro della costa orientale australiana per la pesca al largo di gamberi, benché molti pescherecci abbiano rinunciato negli ultimi anni, poiché altre navi operano al largo di Iluka e di Yamba. Byron Bay era una volta un centro per il commercio dei prodotti della caccia alle balene, come per l'estrazione di minerali. Più a sud le parti rurali del bacino del fiume Clarence sono utilizzate prevalentemente per l'utilizzo delle foreste, per l'agricoltura e la pastorizia.
La regione nel suo complesso è un significativo componente delle foreste e dei parchi nazionali dello stato del Nuovo Galles del Sud, e il turismo è importante nel nord della regione, in particolare, specialmente Tweed Heads, che è effettivamente un'estensione meridionale della Costa d'Oro australiana, e la Baia di Byron, che si è fatta una fama come centro sia di relax sia di pratiche salutari "alternative" quali lo yoga, e in certi momenti dell'anno un opportuno divertimento "fuori città" per abitanti dei centri urbani del sudest del Queensland.
Il villaggio di Nimbin, nella zona di Lismore, richiama anche turisti interessati alla sua reputazione per l'ambiente e le iniziative di vita alternativa quali permacultura, sostenibilità e autosufficienza, come la sua spesso citata controcultura che comprende il lobbying alla depenalizzazione della cannabis usata a scopo ricreativo o medicinale, come risulta evidente durante la sua celebrazione annuale del MardiGrass. Dopo alcuni decenni di declino demografico con il ridimensionamento di alcune industrie (in particolare quella casearia), la zona vede ora un nuovo incremento di popolazione, in parte a causa della disponibilità aree ex casearie per nuove nicchie di coltivazione e fattorie per hobby insieme a un'influenza di famiglie per il "cambio marittimo" e "cambio forestale", come di pensionati attratti dalla combinazione del clima subtropicale della regione e con l'unicità delle caratteristiche dello stile di vita.
Dagli anni 1970 in avanti la parte settentrionale della regione è stata anche scena di proteste ambientali di successo, volte a prevenire la distruzione delle qualità significative delle caratteristiche naturali, incluse le proteste del 1979 contro le prospezioni minerarie nel Parco Nazionale Nightcap, che condussero al mantenimento delle foreste pluviali nel Nuovo Galles del Sud; il blocco del 2014 contro le perforazioni esplorative e la reazione popolare che condusse alla fine (ottobre 2015) al riacquisto, da parte del Governo dello Stato del Nuovo Galles del Sud, della licenza per le ricerche di gas che riguardavano più di 500 000 ettari nella regione.
Prima dell'insediamento europeo del XIX secolo, la regione era patria degli Aborigeni australiani Bundjalung (comprendenti i Widjabul della regione di Lismore, gli Arakwal della zona della baia di Byron e i Galibal e i Minjungbal della zona di confine del Tweed e del Queensland) e i popoli Gumbaynggirr e Yaegl a sud, che insieme formano una componente della popolazione locale, e che ebbero successo nelle pretese sul territorio.

## Cultura
Il Northern Rivers ha una propria orchestra, con sede a Murwillumbah, la Northern Rivers Symphony Orchestra, come anche la Lismore Symphony Orchestra. Murwillumbah, Lismore e Grafton hanno gallerie d'arte regionali; quella a Murwillumbah (la Tweed Regional Gallery) comprende il Margaret Olley Art Centre, così denominato dall'eminente artista australiana di nascita, Margaret Olley, che contiene sue opere più aree ricreative come il suo famoso studio di casa, in particolare la Hat Factory e la Stanza Gialla. 

La regione ha una storia di insediamenti di Italiani. La località di New Italy fu impiantata nel 1882 da pionieri italiani che tentarono di coltivare la difficile area dell'interno, mentre fasi ulteriori di immigrazione seguirono negli anni 1920 e ancora nel periodo post-bellico della seconda guerra mondiale, da emigranti che sfuggivano alle distruzioni provocate da quest'ultima. Essi tipicamente avevano preso in affitto dai locali agricoltori terreni collinari, sui quali coltivavano banane, passando poi ad altre colture quando l'industria bananiera declinò con il miglioramento della refrigerazione e dei trasporti, che facilitarono le forniture meno care dal Queensland.

## Principali città

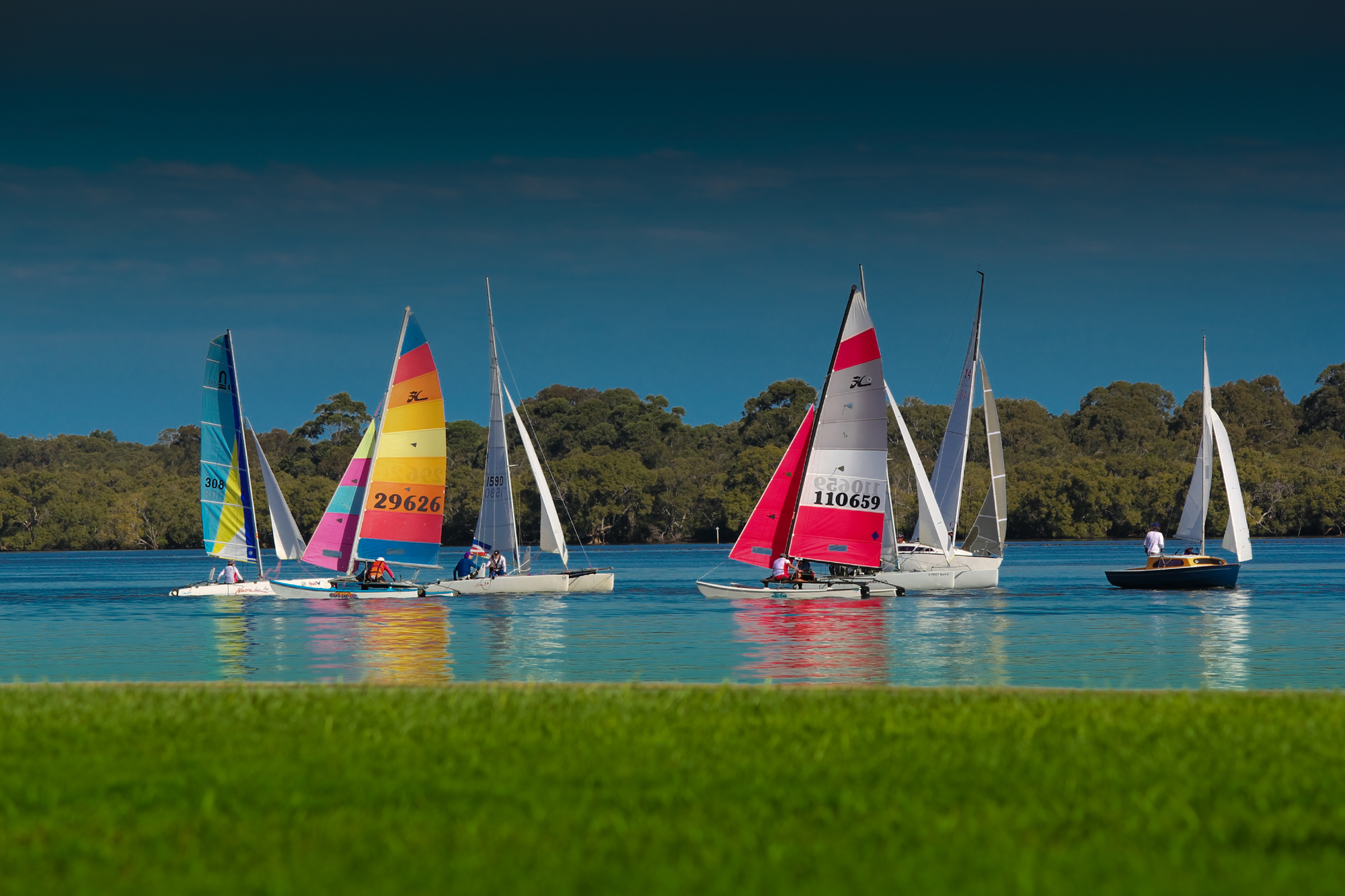
Imbarcazioni sul Richmond a Ballina

- Alstonville
- Ballina
- Bangalow
- Bogangar
- Brunswick Heads
- Byron Bay
- Casino
- Drake
- Evans Head
- Glencoe

- Grafton
- Iluka
- Kingscliff
- Kyogle
- Lennox Head
- Lismore
- Maclean
- Mullumbimby
- Murwillumbah
- New Brighton

- Nimbin
- Nymboida
- Ocean Shores
- Pottsville
- Suffolk Park
- Tweed Heads
- Whiporie
- Wollongbar
- Yamba